# Clorură de sodiu
Clorura de sodiu (denumită impropriu și sare de bucătărie) este sarea sodiului cu acidul clorhidric și are formula NaCl. Clorura de sodiu se obține prin reacția dintre acidul clorhidric și hidroxidul de sodiu.
{\displaystyle HCl\,+\,NaOH\,\rightarrow \,NaCl\,+\,H_{2}O}

## Proprietăți fizice
Este o substanță solidă, ionică, cristalină (structură cubică cu fețe centrate); punctul  de fierbere este 1413°C iar punctul de topire 801°C. Este solubilă în apă - 359 g/l la 20°C și 391 la 100°C . Sarea este higroscopică.
Densitatea sării este 2,165 g/cm3 (toate datele se referă la sarea pură). Duritatea sa este de 2,5 pe scara Mohs, adică între gips și calcit.
Rezistența la compresiune variază în funcție de încărcarea probei, formă, structură cristalină, stratificații etc. Din probele executate se constată:
- Limita de elasticitate (sarcina, în kgf/cm2, până la care sarea se comportă ca un material elastic) este de 15–25 kgf/cm2.
- Limita deformațiilor plastice de la 25 la 100 kg/cm2: sarea se comportă ca un material plastic, dar deformațiile sunt foarte mici. Această zonă se numește regim al deformațiilor plastice mici.
- Limitele deformațiilor plastice mari cuprinse între 100kgf/cm2 și ruperea probei.

Rezistențe mecanice, tracțiunea, forfecarea și încărcarea arată valori foarte variate pentru calitatea sării. Astfel, pentru rezistența la tracțiune, valoarea medie este de 18 kgf/cm2 — cu 9,4 pentru sarea albă, 16,2 pentru cea vărgată și 28,5 pentru cea vânătă.

### Densitatea soluțiilor apoase
| NaCl, wt% | Teq, °C | ρ, g/cm3 | n      | η, mPa·s |
| --------- | ------- | -------- | ------ | -------- |
| 0         | 0       |          |        | 1.002    |
| 0.5       | −0.3    | 1.0018   | 1.3339 | 1.011    |
| 1         | −0.59   | 1.0053   | 1.3347 | 1.02     |
| 2         | −1.19   | 1.0125   | 1.3365 | 1.036    |
| 3         | −1.79   | 1.0196   | 1.3383 | 1.052    |
| 4         | −2.41   | 1.0268   | 1.34   | 1.068    |
| 5         | −3.05   | 1.034    | 1.3418 | 1.085    |
| 6         | −3.7    | 1.0413   | 1.3435 | 1.104    |
| 7         | −4.38   | 1.0486   | 1.3453 | 1.124    |
| 8         | −5.08   | 1.0559   | 1.347  | 1.145    |
| 9         | −5.81   | 1.0633   | 1.3488 | 1.168    |
| 10        | −6.56   | 1.0707   | 1.3505 | 1.193    |
| 12        | −8.18   | 1.0857   | 1.3541 | 1.25     |
| 14        | −9.94   | 1.1008   | 1.3576 | 1.317    |
| 16        | −11.89  | 1.1162   | 1.3612 | 1.388    |
| 18        | −14.04  | 1.1319   | 1.3648 | 1.463    |
| 20        | −16.46  | 1.1478   | 1.3684 | 1.557    |
| 22        | −19.18  | 1.164    | 1.3721 | 1.676    |
| 23.3      | −21.1   |          |        |          |
| 23.7      | −17.3   |          |        |          |
| 24.9      | −11.1   |          |        |          |
| 26.1      | −2.7    |          |        |          |
| 26.28     | 0       |          |        |          |
| 26.32     | 10      |          |        |          |
| 26.41     | 20      |          |        |          |
| 26.45     | 25      |          |        |          |
| 26.52     | 30      |          |        |          |
| 26.67     | 40      |          |        |          |
| 26.84     | 50      |          |        |          |
| 27.03     | 60      |          |        |          |
| 27.25     | 70      |          |        |          |
| 27.5      | 80      |          |        |          |
| 27.78     | 90      |          |        |          |
| 28.05     | 100     |          |        |          |

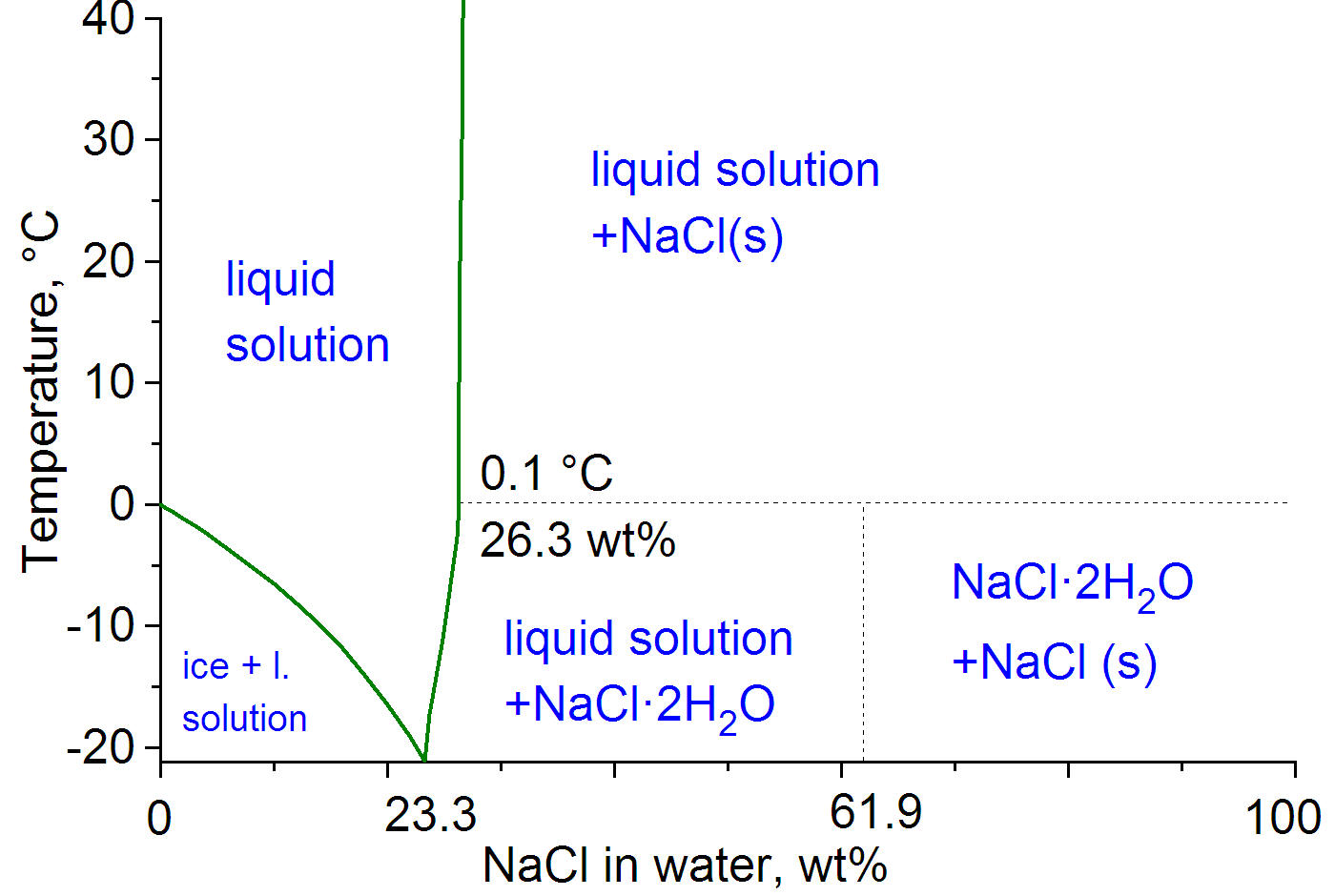
diagrama de fază apă–NaCl

Notă: ρ e densitatea, n e indice de refracție la 589 nm, η e viscositatea, toate la 20 °C; Teq e temperatura de echilibru între două faze: gheață/soluție lichidă pentru Teq < 0–0.1 °C și NaCl/soluție lichidă pentru Teq above 0.1 °C.

## Electroliza

### Electroliza soluției
Electroliza unei soluții de clorură de sodiu (soluție denumită și saramură) este un procedeu foarte folositor în industrie, deoarece, în urma acestei reacții se obține soda caustică, după reacția:
2 NaCl + 2 H2O → 2 NaOH + H2 + Cl2
În România, astfel s-a produs sodă caustică.

### Electroliza topiturii
Făcându-se electroliza unei topituri, se pot obține elementele chimice din care este compusă sarea de bucătărie: sodiu și clor.
2 NaCl → 2 Na + Cl2